# Ронда Кънън Таф
 Ро̀нда Къ̀нън Таф (на английски: Rhondda Cynon Taf, звуков файл и буквени символи за английското произношение , на уелски: Rhondda Cynon Taf, Ро̀нда Къ̀нон Тав) е административна единица в Уелс, със статут на графство-район (на английски: county borough). Образувана е със Закона за местното управление от 1994 г. с обединяването на Кънън Вали, Ронда и Таф Ели, историческото графство Мънмътшър. Областта е разположена в Южен Уелс и граничи с Бридженд и Нийт Порт Толбът на запад, Поуис на север, Мърдър Тидфил (окръг) и Карфили на изток, Кардиф и Вейл ъф Гламорган на юг. Главен град е Тонъпанди.

## Градове
- Абърдеър
- Бедай
- Лантрисант
- Лантуит Фардръ
- Маунтън Аш
- Понтъприд
- Порт
- Толбът Грийн
- Тонъпанди
- Фърндейл

## Села
- Аберкънон
- Трефорест